# Bad Neighbor
Bad Neighbor è un album collaborativo tra i rapper statunitensi MED, Blu e Madlib, pubblicato nel 2015.
Collaborano al disco MF Doom, Aloe Blacc, Phonte, Oh No e Anderson .Paak. Ottiene un punteggio di 81/100 su Metacritic basato su 5 recensioni.
| Recensione  | Giudizio |
| ----------- | -------- |
| AllMusic    | [ 1 ]    |
| HipHopDX    | [ 3 ]    |
| Consequence | B        |
| Pitchfork   | [ 5 ]    |
| PopMatters  | [ 6 ]    |

## Tracce
Musiche di Madlib.
1. Greetings – 0:53
2. Serving (featuring Hodgy Beats) – 3:33
3. Peroxide (featuring DJ Romes and Dâm-Funk) – 2:52
4. Get Money (featuring Frank Nitty) – 3:40
5. Streets (featuring DJ Romes and Oh No) – 3:37
6. The Stroll (featuring AMG) – 4:02
7. Knock Knock (featuring MF Doom) – 4:45
8. Mad Neighbor – 1:03
9. The Strip (featuring Anderson .Paak) – 3:51
10. Finer Things (featuring Likewise and Phonte) – 4:21
11. Burgundy Whip (featuring Jimetta Rose) – 2:58
12. Drive In (featuring Aloe Blacc) – 3:59
13. Belly Full (featuring Black Spade) – 3:26
14. Birds – 3:39
15. The Buzz (featuring Mayer Hawthorne) – 4:19

## Classifiche
| Classifica (2015)     | Posizione massima |
| --------------------- | ----------------- |
| US Independent Albums | 41                |